# Beutong Pocut
Beutong Pocut is een bestuurslaag in het regentschap Pidie van de provincie Atjeh, Indonesië. Beutong Pocut telt 311 inwoners (volkstelling 2010).